# GTxN/M/S
GTxN/M/S – rodzina niskopodłogowych, przegubowych, wieloczłonowych wagonów tramwajowych, wytwarzanych w latach 1989–2009 przez firmy MAN, AEG i ADtranz (potem Bombardier).
Ogólne oznaczenie rodziny jest akronimem niemieckich słów Gelenk-Triebwagen mit x Achsen für Normalspur/Meterspur/Schmalspur, które oznaczają przegubowy tramwaj silnikowy x-osiowy z normalnym/metrowym/wąskim rozstawem wózków.

## Oznaczenia
Wagony tramwajowe oznaczano według schematu zamieszczonego w tabeli.
| Znak | Opis                               |
| ---- | ---------------------------------- |
| G    | przegubowy (Gelenk)                |
| T    | wagon silnikowy (Triebwagen)       |
| 4/6  | czteroosiowy/sześcioosiowy         |
| N    | rozstaw normalny (Normalspur)      |
| M    | rozstaw metrowy (Meterspur)        |
| S    | rozstaw wąski (Schmalspur)         |
| ZR   | dwukierunkowy (Zweirichtungswagen) |
| 2    | druga seria produkcyjna            |

Przykłady:
- GT4S-ZR – przegubowy, silnikowy, czteroosiowy, dwukierunkowy tramwaj z rozstawem wózków 1067 mm
- GT8N2 – przegubowy, silnikowy, ośmioosiowy, jednokierunkowy tramwaj z rozstawem wózków 1435 mm, druga seria produkcyjna

## Prototypy

### Brema

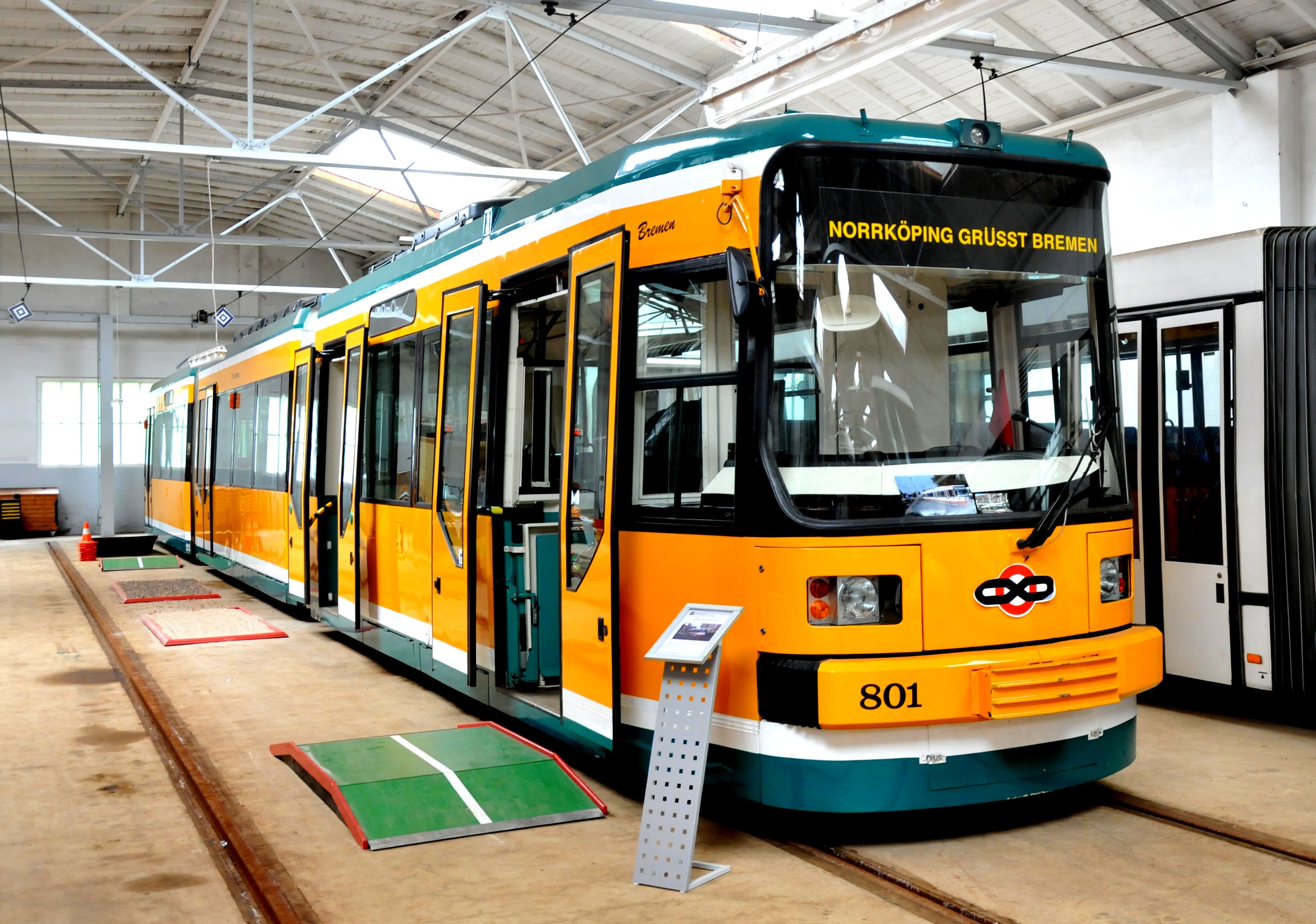
Prototypowy GT6N w Bremie

W II połowie lat 80. XX w. rozpoczęto w Bremie prace mające na celu opracowanie w pełni niskopodłogowego tramwaju. W 1986 i 1989 r. w oparciu o wagony Hansa Waggonbau GT4 i doczepy zbudowano dwa prototypowe tramwaje typu GT6. Pomiędzy dwa człony tramwaju GT4 wstawiono nowy człon środkowy, tworząc w ten sposób trójczłonowy wagony sześcioosiowy, w którym każdy człon opierał się na jednym wózku.
Doświadczenia zdobyte podczas konstruowania tych prototypów zaowocowały wyprodukowaniem w 1989 r. w zakładach MAN prototypu pierwszego w pełni niskopodłogowego tramwaju na świecie, który oznaczono jako GT6N. Wprowadzenie do eksploatacji w Bremie nastąpiło 10 stycznia 1990 r. (otrzymał on nr 801), a światowa premiera 9 lutego tego samego roku. W ramach promocji prototyp wypożyczano kolejno do: Bonn, Sztokholmu, Göteborga, Magdeburga, Berlina, Schwerina, Warszawy, Krakowa, Poznania, Pragi i Amsterdamu. 16 czerwca 1998 r. wagon nr 801 sprzedano do szwedzkiego Norrköping. 12 czerwca 2011 r. powrócił do Bremy i od tamtej pory jest częścią taboru historycznego.

### Monachium
W latach 1990–1991 z zakładów MAN do Monachium dostarczono trzy prototypy tramwajów GT6N, które otrzymały miejscowe oznaczenie R1.1. W lutym 1994 r. trzeci prototyp trzykrotnie wykoleił się i został zwrócony producentowi w celu dokonania napraw. Pod koniec kwietnia tego samego roku tramwaj powrócił do Monachium po naprawie przedniego wózka. Wiosną 1997 r. prototypy wycofano z ruchu. W kwietniu 1999 r. wszystkie trzy wagony sprzedano do Norrköping, przy czym do ruchu liniowego weszły dwa z nich, a trzeci przeznaczono na części zamienne.

### Augsburg
Prototyp tramwaju GT6M, przeznaczonego dla sieci tramwajowych o metrowym rozstawie szyn, dostarczono z zakładów AEG do Augsburga 29 stycznia 1993 r. 27 lipca otrzymał on dopuszczenie do eksploatacji liniowej. 7 lutego 1995 r. wagon uległ poważnym uszkodzeniom w kolizji z innym pojazdem, po czym został zwrócony producentowi. Prototyp ostatecznie nie został naprawiony i zezłomowano go pod koniec lat 90. XX wieku.

### Przegląd
| Typ           | Liczba członów | Długość | Szerokość pudła | Rozstaw szyn | Liczba i moc silników | Miejsca siedzące | Właściwości                                           |       |
| ------------- | -------------- | ------- | --------------- | ------------ | --------------------- | ---------------- | ----------------------------------------------------- | ----- |
| GT6N Brema    | 3              | 26,5 m  | 2,3 m           | 1435 mm      | 3×85 kW               | 67               | przewóz osób na wózkach                               | [ 8 ] |
| R1.1          | 3              | 26,8 m  | 2,3 m           | 1435 mm      | 3×85 kW               | 64               | przewóz osób na wózkach                               | [ 8 ] |
| GT6M Augsburg | 3              | 26,6 m  | 2,3 m           | 1435 mm      | 3×85 kW               | 60               | przewóz osób na wózkach · zmiana wyglądu zewnętrznego | [ 8 ] |

## Produkowane odmiany

### Wąskotorowe

#### GT4S-ZR
Dwuczłonowe, wąskotorowe, dwukierunkowe wagony niskopodłogowe, wyprodukowane we współpracy niemieckiej firmy Bombardier i japońskiej Niigata. Wyróżniają się zmodernizowanym wyglądem zewnętrznym. Wytwarzane w latach 2002–2009 dla miast Okayama, Takaoka i Toyama. W 2004 r. designowi tramwaju wyprodukowanego dla Takaoki przyznano nagrodę Good Design Award.

#### GT6M

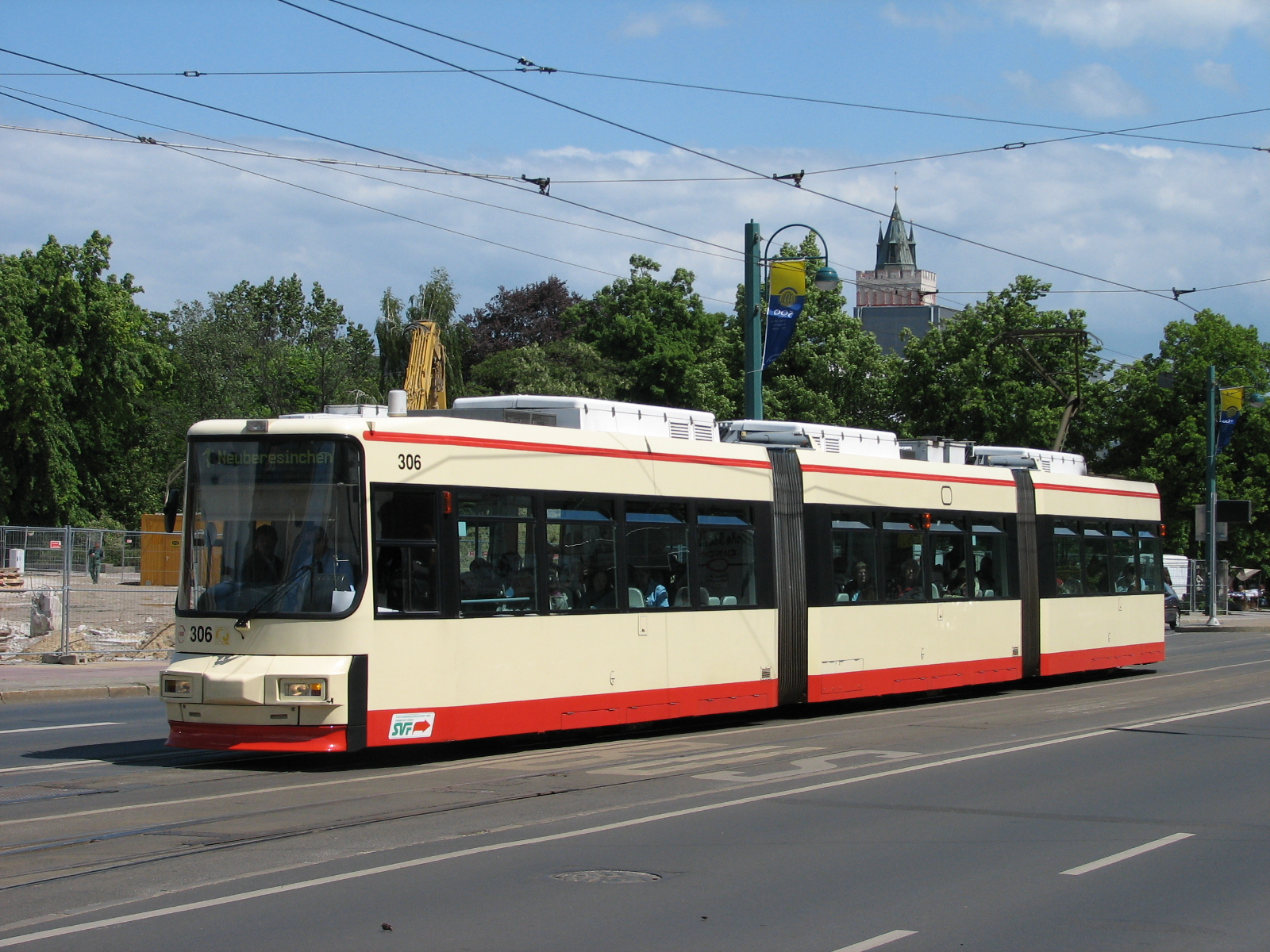
GT6M we Frankfurcie nad Odrą, 2006

Trójczłonowe, jednokierunkowe wagony niskopodłogowe z pięciorgiem dwupłatowych drzwi odskokowych, przystosowane do eksploatacji na torach o metrowym rozstawie szyn. Wyprodukowane dla Frankfurtu nad Odrą, Zwickau i Augsburga. Odmiany z tych dwóch pierwszych miast cechują się odbierakiem prądu umieszczonym na dachu ostatniego członu i charakterystycznymi ścianami czołowymi z reflektorami wbudowanymi w zderzaki. Odmiana z Augsburga posiada klasyczne ściany czołowe i odbierak z przodu wagonu.
Wagon nr 303 z Frankfurtu wypożyczano na jazdy próbne do Chociebuża, Helsinek i Jeny.
Na początku grudnia 2023 r. Augsburg sprzedał wszystkich 11 wagonów do Zagrzebia.

#### GT6M-ZR

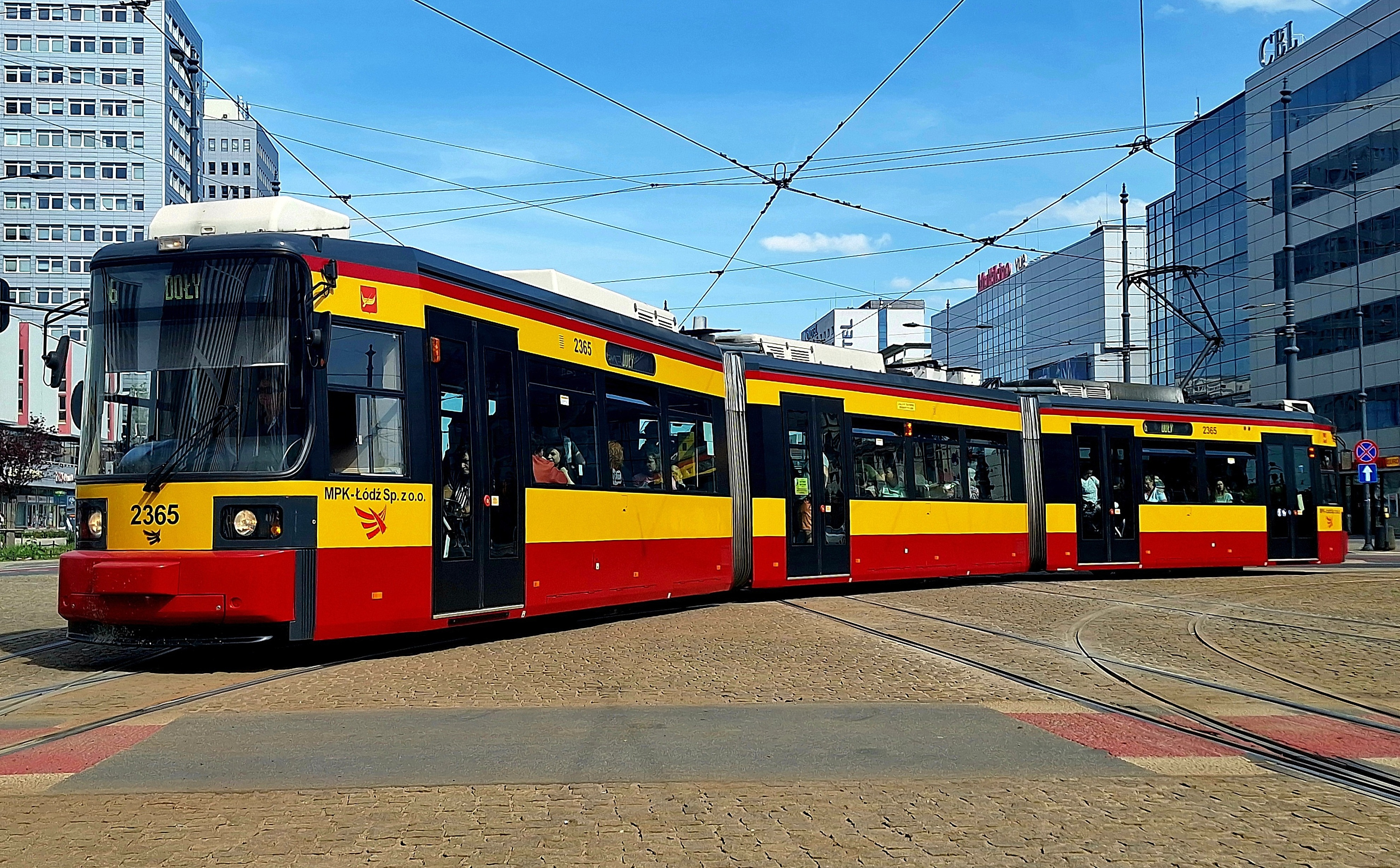
GT6M-ZR z Jeny w Łodzi, 2024

Trójczłonowe, dwukierunkowe i dwustronne wagony niskopodłogowe z czworgiem dwupłatowych drzwi odskokowych na każdej stronie, przystosowane do eksploatacji na torach o metrowym rozstawie szyn. Odmiana wytwarzana dla Moguncji i Jeny. Posiadają klasyczne ściany czołowe.
Pod koniec 2023 r. Jena sprzedała 10 wagonów GT6M-ZR do Łodzi. Koszt zakupu pojedynczego wagonu i jego dostosowania do eksploatacji wyniósł ok. 450 tys. zł. W maju 2024 r. ogłoszono przetarg na dostawę kolejnych 8 używanych wagonów niskopodłogowych, w którym zwyciężył przewoźnik z Jeny; tramwaje mają zostać dostarczono do Łodzi w pierwszym kwartale 2025 r.

#### GT6S
Trójczłonowe, jednokierunkowe wagony niskopodłogowe z czworgiem dwupłatowych drzwi odskokowych, przystosowane do eksploatacji na torach systemu tramwajowego w Brunszwiku (1100 mm). Cechują się ścianą przednią identyczną z tą z wagonach frankfurckich, jednak w porównaniu z nimi odbierak prądu zamontowano na dachu pierwszego członu. Powstało 12 egzemplarzy.

#### Przegląd
| Typ              | Liczba członów | Długość | Szerokość pudła | Rozstaw szyn | Liczba i moc silników | Miejsca siedzące | Właściwości                                           |        |
| ---------------- | -------------- | ------- | --------------- | ------------ | --------------------- | ---------------- | ----------------------------------------------------- | ------ |
| GT4S-ZR Okayama  | 2              | 18 m    | 2,4 m           | 1067 mm      | 2×100 kW              | 20               | przewóz osób na wózkach · zmiana wyglądu zewnętrznego | [ 23 ] |
| GT4S-ZR Takaoka  | 2              | 18,4 m  | 2,45 m          | 1067 mm      | 2×100 kW              | b.d.             | przewóz osób na wózkach · zmiana wyglądu zewnętrznego | [ 23 ] |
| GT4S-ZR Toyama   | 2              | 18,4 m  | b.d.            | 1067 mm      | 2×100 kW              | b.d.             | przewóz osób na wózkach · zmiana wyglądu zewnętrznego | [ 23 ] |
|                  |                |         |                 |              |                       |                  |                                                       |        |
| GT6M Augsburg    | 3              | 26,8 m  | 2,3 m           | 1000 mm      | 3×100 kW              | 46               | przewóz osób na wózkach                               | [ 8 ]  |
| GT6M Frankfurt   | 3              | 26,8 m  | 2,3 m           | 1000 mm      | 3×100 kW              | 59               | przewóz osób na wózkach · zmiana wyglądu zewnętrznego | [ 8 ]  |
| GT6M Zwickau     | 3              | 26,8 m  | 2,3 m           | 1000 mm      | 3×100 kW              | 62               | przewóz osób na wózkach · zmiana wyglądu zewnętrznego | [ 8 ]  |
| GT6M-ZR Jena     | 3              | 26,8 m  | 2,3 m           | 1000 mm      | 3×100 kW              | 50               | przewóz osób na wózkach                               | [ 8 ]  |
| GT6M-ZR Moguncja | 3              | 26,8 m  | 2,3 m           | 1000 mm      | 3×100 kW              | 46               | przewóz osób na wózkach                               | [ 8 ]  |
|                  |                |         |                 |              |                       |                  |                                                       |        |
| GT6S             | 3              | 26,8 m  | 2,3 m           | 1100 mm      | 3×95 kW               | 60               | przewóz osób na wózkach                               | [ 8 ]  |

### Normalnotorowe

#### GT4N-ZR
Dwuczłonowe, normalnotorowe, dwukierunkowe wagony niskopodłogowe, wyprodukowane we współpracy niemieckiej firmy ADtranz i japońskiej Niigata. Pierwsze tramwaje niskopodłogowe w Japonii. Wyprodukowano 5 egzemplarzy dla miasta Kumamoto.

#### GT6N

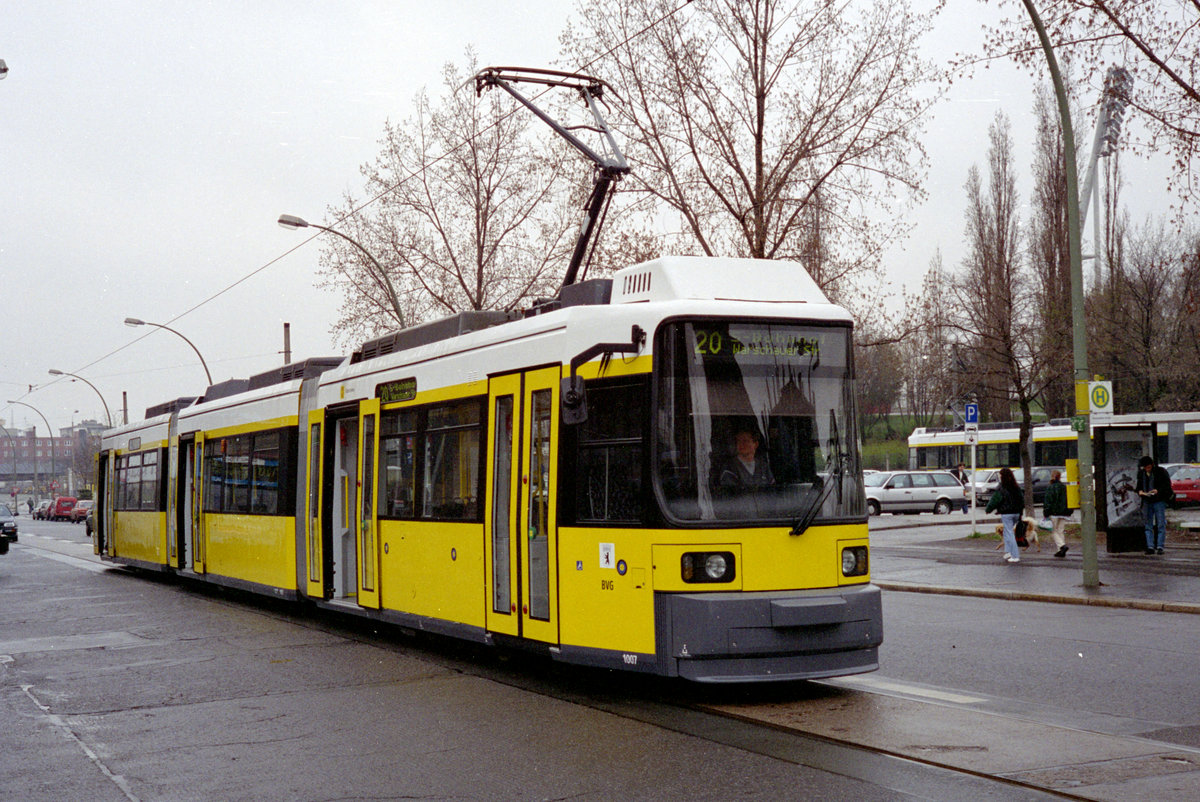
GT6N w Berlinie, 1995

Trójczłonowe, normalnotorowe, jednokierunkowe wagony niskopodłogowe. Szkielet nadwozia wykonano ze stali nierdzewnej. Do wnętrza prowadzi czworo podwójnych drzwi odskokowych. Nadwozie zamontowane jest na trzech wózkach bezosiowych, przy czym każdy z wózków posiada jedną parę kół napędową, a drugą toczną. Napęd stanowią trzy silniki asynchroniczne prądu przemiennego: każdy z nich napędza jedną parę kół napędowych. Prąd pobierany jest z sieci za pomocą połówkowego odbieraka prądu zamontowanego z przodu pierwszego członu. GT6N wyposażono w hamulec elektrodynamiczny, elektrohydrauliczny i szynowy. Tramwaje cechują się klasycznymi ścianami czołowymi. Ogółem powstały 104 egzemplarze, które dostarczono do Berlina w latach 1994–1998. Publiczna prezentacja pierwszego dostarczonego tramwaju miała miejsce 7 listopada 1994 r.
14 tramwajów GT6N zakupiła Norymberga, a kolejnych 70 zamówiło Monachium (lokalne oznaczenie R2.2).
Berlińskie tramwaje typu GT6N przeszły modernizację w latach 2012–2018.

#### GT6N-ZR
Trójczłonowe, normalnotorowe, dwukierunkowe wagony niskopodłogowe, będące modyfikacją berlińskich GT6N. W porównaniu z nimi dodano drugą kabinę motorniczego i czworo drzwi po lewej stronie nadwozia oraz dodatkowy odbierak prądu. W latach 1999–2003 wyprodukowano 45 wagonów.
W latach 2016–2017 wykonano modernizację wszystkich wagonów, po której nadano im oznaczenie GT6ZO.

#### GT8N i GT8N2/R3.3

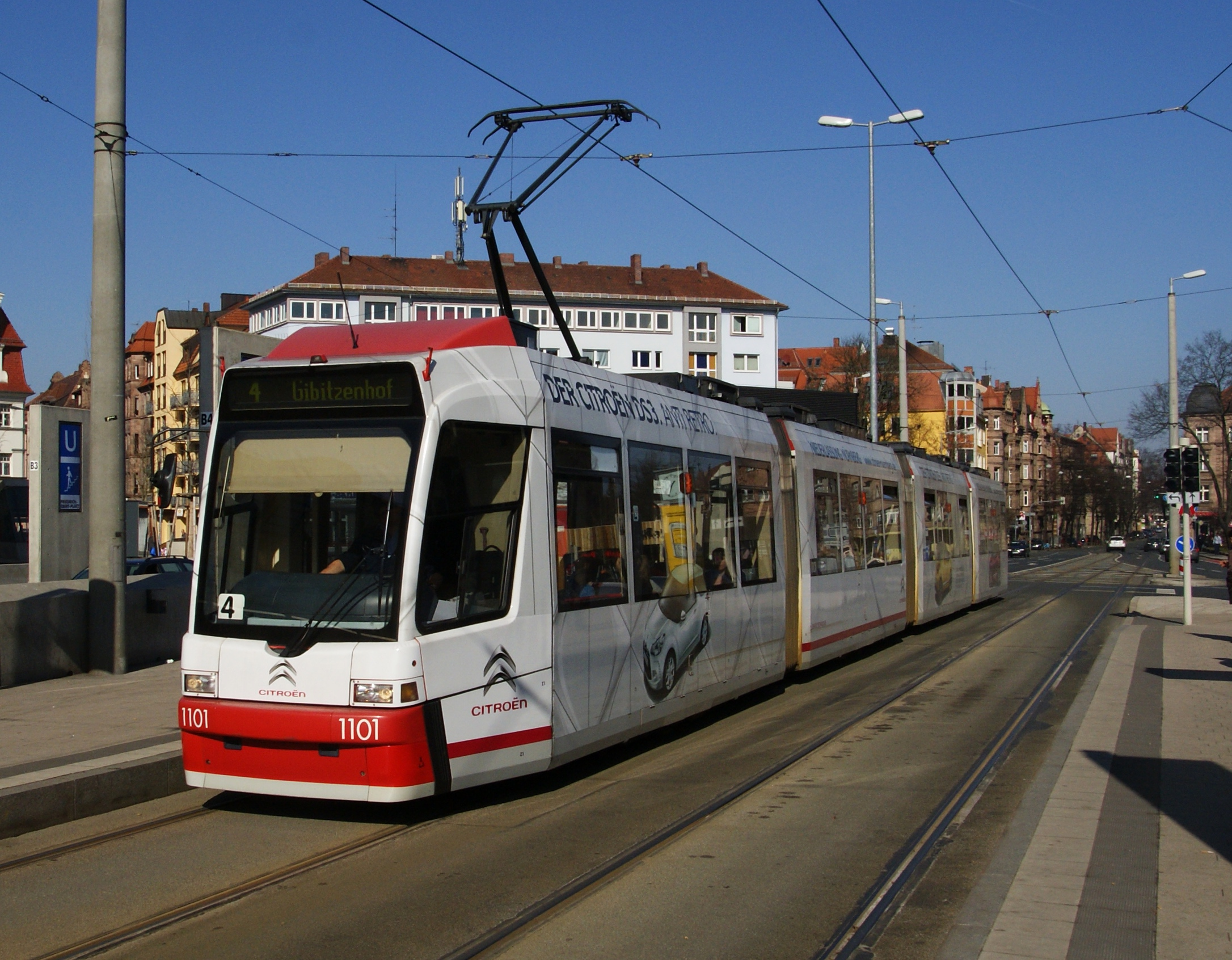
GT8N2 w Norymberdze

GT8N to czteroczłonowe, ośmioosiowe, normalnotorowe, jednokierunkowe wagony niskopodłogowe. Dostarczone w latach 1992–1996 w liczbie 78 sztuk do Bremy. W latach 1998–2000 wyprodukowano 26 wagonów w wersji GT8N2 dla Norymbergi i 20 dla Monachium (oznaczone tam R3.3), które cechują się zmienionym wyglądem ścian czołowych, zwiększoną mocą silników i nowymi mechanizmami przegubów.

#### Przegląd
| Typ             | Liczba członów | Długość | Szerokość pudła | Rozstaw szyn | Liczba i moc silników | Miejsca siedzące | Właściwości                                                                                         |        |
| --------------- | -------------- | ------- | --------------- | ------------ | --------------------- | ---------------- | --------------------------------------------------------------------------------------------------- | ------ |
| GT4N-ZR         | 2              | 18,5 m  | 2,35 m          | 1067 mm      | 2×100 kW              | 24               | przewóz osób na wózkach                                                                             | [ 24 ] |
| GT6N Berlin     | 3              | 26,8 m  | 2,3 m           | 1435 mm      | 3×90 kW               | 58               | przewóz osób na wózkach · system informacji pasażerskiej · automaty biletowe                        | [ 8 ]  |
| GT6N-ZR Berlin  | 3              | 26,8 m  | 2,3 m           | 1435 mm      | 3×90 kW               | 45-47            | przewóz osób na wózkach · pojazd dwukierunkowy · system informacji pasażerskiej · automaty biletowe | [ 8 ]  |
| GT6N Norymberga | 3              | 26,8 m  | 2,3 m           | 1435 mm      | 3×105 kW              | 59-64            | przewóz osób na wózkach                                                                             | [ 8 ]  |
| R2.2            | 3              | 26,8 m  | 2,3 m           | 1435 mm      | 3×120 kW              | 58-60            | przewóz osób na wózkach                                                                             | [ 8 ]  |
|                 |                |         |                 |              |                       |                  | |        |
| GT8N            | 4              | 35,4 m  | 2,3 m           | 1435 mm      | 4×85 kW               | 82-85            | przewóz osób na wózkach                                                                             | [ 35 ] |
| GT8N2           | 4              | 36,58 m | 2,3 m           | 1435 mm      | 4×120 kW              | 73-77            | przewóz osób na wózkach                                                                             | [ 35 ] |
| R3.3            | 4              | 36,58 m | 2,3 m           | 1435 mm      | 4×120 kW              | 67-73            | przewóz osób na wózkach                                                                             | [ 35 ] |

## Dostawy
| Państwo        | Miasto             | Typ            | Lata dostaw    | Liczba | Numery taborowe | Uwagi     |        |  |
| -------------- | ------------------ | -------------- | -------------- | ------ | --------------- | --------- | ------ |  |
| Japonia        | Kumamoto           | GT4N-ZR        | 1997–2001      | 5      | 9701–9705       |           | [ 24 ] |  |
| Japonia        | Okayama            | GT4S-ZR        | 2002, 2011     | 2      | 9201, 1011      |           | [ 9 ]  |  |
| Japonia        | Takaoka            | GT4S-ZR        | 2003–2009      | 6      | 1001–1006       |           | [ 9 ]  |  |
| Japonia        | Toyama             | GT4S-ZR        | 2006           | 7      | 0601–0607       |           | [ 9 ]  |  |
| Niemcy         | Augsburg           | GT6M           | 1993           | 1      | 901             | prototyp  | [ 7 ]  |  |
| Niemcy         | Augsburg           | GT6M           | 1996           | 12     | 901II–912       |           | [ 8 ]  |  |
| Niemcy         | Berlin             | GT6N           | 1994–1998      | 105    | 1001–1105       |           | [ 8 ]  |  |
| Niemcy         | Berlin             | GT6N-ZR        | 1999–2003      | 45     | 2001–2045       |           | [ 8 ]  |  |
| Niemcy         | Brema              | GT6N           | 1989           | 1      | 801             | prototyp  | [ 1 ]  |  |
| Niemcy         | Brema              | GT8N           | 1993–1996      | 78     | 3001–3078       |           | [ 27 ] |  |
| Niemcy         | Brunszwik          | GT6S           | 1995           | 12     | 9551–9562       |           | [ 8 ]  |  |
| Niemcy         | Frankfurt nad Odrą | GT6M           | 1994–1995      | 8      | 301–308         |           | [ 8 ]  |  |
| Niemcy         | Jena               | GT6M-ZR        | 1995–2003      | 33     | 601–633         |           | [ 8 ]  |  |
| Niemcy         | Moguncja           | GT6M-ZR        | 1996–1997      | 16     | 201–216         |           | [ 8 ]  |  |
| Niemcy         | Monachium          | R1.1           | 1990–1991      | 3      | 2701–2703       | prototypy | [ 6 ]  |  |
| Niemcy         | Monachium          | R2.2           | 1994–1997      | 70     | 2101–2170       |           | [ 27 ] |  |
| Niemcy         | Monachium          | R3.3           | 1999–2001      | 20     | 2201–2220       |           | [ 27 ] |  |
| Niemcy         | Norymberga         | GT6N           | 1995–1996      | 14     | 1001–1014       |           | [ 27 ] |  |
| Niemcy         | Norymberga         | GT8N2          | 1998–2000      | 26     | 1101–1126       |           | [ 27 ] |  |
| Niemcy         | Zwickau            | GT6M           | 1993–1994      | 12     | 901–912         |           | [ 8 ]  |  |
| Łączna liczba: | Łączna liczba:     | Łączna liczba: | Łączna liczba: | 980    |                 |           |        |  |